# Dolní Přím
Dolní Přím (en allemand : Nieder Prim) est une commune du district de Hradec Králové, dans la région de Hradec Králové, en République tchèque. Sa population s'élevait à 743 habitants en 2022.

## Géographie
Dolní Přím se trouve à 9 km à l'ouest-nord-ouest du centre de Hradec Králové et à 93 km à l'est-nord-est de Prague.
La commune est limitée par Střezetice au nord, par Všestary et Stěžery à l'est, par Těchlovice, Radíkovice et Hrádek au sud, et par Nechanice à l'ouest.

## Histoire
La première mention écrite de la localité date de 1352.

## Administration
La commune se compose de cinq sections :
- Dolní Přím
- Horní Přím
- Jehlice
- Nový Přím
- Probluz

## Galerie

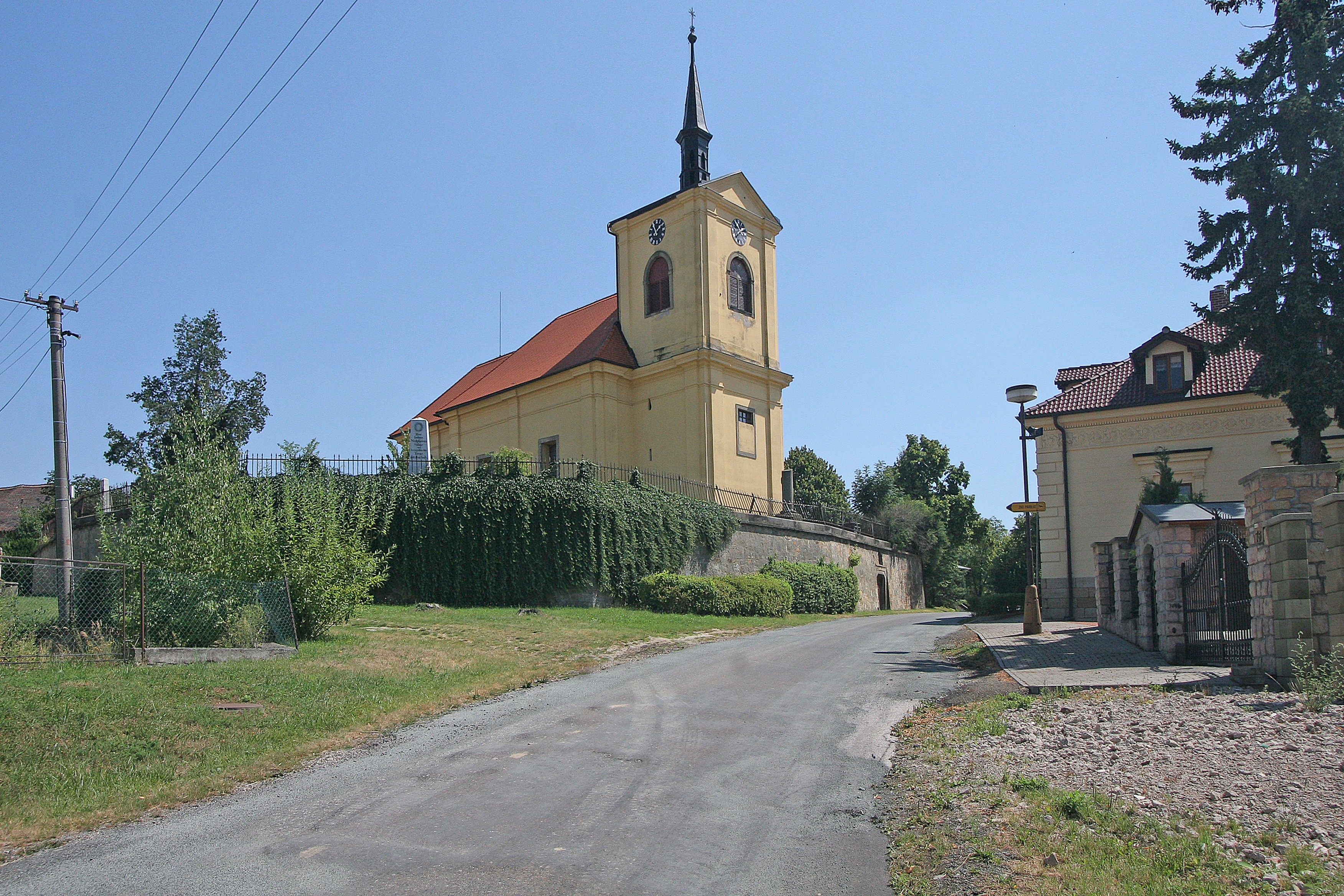
Église de Tous-les-Saints à Probluz.
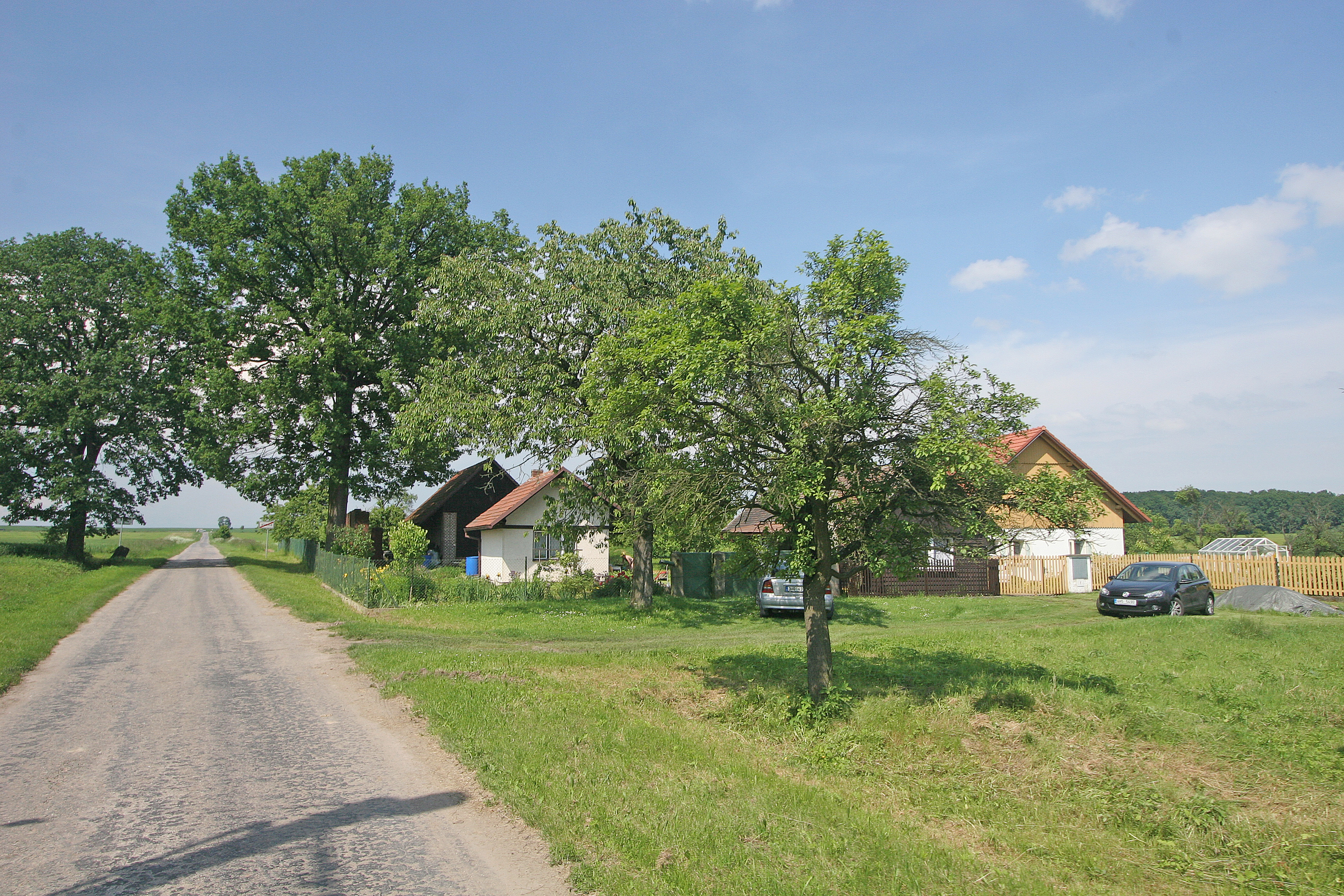
Route rurale à Jehlice.

## Transports
Par la route, Dolní Přím trouve à 5,5 km de Všestary, à 6 km de Nechanice, à 13 km de Hradec Králové et à 118 km de Prague.